# باب همنت
باب همنت (انگلیسی: Bob Hamnett؛ 1889 – 1967 (aged 78)) بازیکن فوتبال اهل بریتانیا بود.
از باشگاه‌هایی که در آن بازی کرده‌است می‌توان به باشگاه فوتبال استوک سیتی اشاره کرد.